# Deiphobe yunnanensis
Deiphobe yunnanensis es una especie de mantis de la familia Mantidae.

## Distribución geográfica
Se encuentra en la China.